# Variacije (glasba)
Variacije ali tema z variacijami (tudi variacije na témo) so glasbena oblika, pri kateri začetnemu glasbenemu materialu (témi) sledi niz krajših ali daljših odsekov, v katerih se tema spreminja. Te spremembe so lahko harmonske, melodične, kontrapunktične, ritmične ipd. Tema mora biti prikladna za variiranje, kar pomeni, da mora imeti enostavno in pregledno strukturo oz. ritmično in melodično samonikla. Variacijski obliki sta poleg teme z variacijami še passacaglia in chaconna. 
Princip spreminjanja tematskega materiala sega daleč v preteklost, v formalnem smislu pa se je princip variiranja pojavil v 15. stoletju z razvojem instrumentalne glasbe. Španski skladatelji 16. stoletja so jih imenovali diferentias, večji razmah pa so doživele v glasbi angleških virginalistov (William Byrd), predvsem v okviru skladb za instrumente s tipkami. Variacije so lahko samostojna skladba ali pa del (stavek) ciklične skladbe. Pri passacagliah in chaconnah ostinatni bas poteka skozi vso skladbo, fantazijske variacije pa postopke variiranja uporabljajo na svobodnejši način.

## Tipi variacij
- Ornamentalne variacije. Ohranjena je tonaliteta teme (včasih se izmenjata istoimenski dur in mol), sicer pa spremembe niso vezane na harmonizacijo. S pomočjo okraskov, sinkop, raznih prehajalnih tonov, je variirana predvsem melodija. Osnovni tematski karakter se ne spreminja, pravtako tempo (izjeme hitrejšega tempa se lahko pojavijo zaradi efektnosti, v zaključku variacije). Tovrstna tehnika je doživela svoj razcvet v obdobju dunajske klasike, predvsem v skladbah za instrumente s tipkami.
- Karakterne variacije, tudi svobodne variacije. Pri tem komponističnem postopku se tema preoblikuje svobodneje, to pa vpliva tudi na njene karakterne spremembe. Variiran je lahko samo del teme, spremenjen je lahko njen harmonski, ritmični, melodični  potek. Tovrstne variacije lahko prevzamejo tudi oblike različnih plesov: valček, menuet, gavotta itd. Po Beethovnu skladatelji večinoma komponirajo le še karakterne variacije, medtem ko so ornamentalne predvsem značilne za obdobje klasicizma.
- Polifone ali kontrapunktične variacije. Večinoma so komponirane po zakonitostih baročnih polifonih skladb, v to skupino spadajo tudi koralne variacije, ostinatne variacije (chaconne in passacaglie) ter cantus firmus variacije.

Med najbolj znane variacije lahko štejemo predvsem klavirske skladbe: Goldbergove variacije (Bach), Eroica variacije (Beethoven), Variacije na Paganinijevo temo (Rahmaninov), pa tudi variacije za orkester: Enigma variacije (Elgar), Young Person's Guide to the Orchestra (Britten), idr.